# ارخمبایاریان داواچیمگ
ارخمبایاریان داواچیمگ (به مغولی: Эрхэмбаярын Даваачимэг؛ زادهٔ ۲۲ مارس ۱۹۹۳) یک کشتی‌گیر آزادکار کشور مغولستان است.
از افتخارات وی می‌توان به کسب مدال برنز مسابقات قهرمانی کشتی جهان ۲۰۲۱ اشاره کرد.